# До дня Святого Миколая (монета)
«До дня Свято́го Микола́я» — пам'ятна монета номіналом 5 гривень, випущена Національним банком України, присвячена святу любові і турботи до ближнього — Дню Святого Миколая, який відомий своїм служінням людям, а історія його вшанування в Україні сягає ще часів Київської Русі.
Монету введено в обіг 12 грудня 2016 року. Вона належить до серії «Інші монети».

## Опис монети та характеристики
| Номінал грн. | Метал      | Маса, г | Діаметр, мм | Якість виготовлення       | Гурт     | Тираж, штук                                        |
| ------------ | ---------- | ------- | ----------- | ------------------------- | -------- | -------------------------------------------------- |
| 5            | нейзильбер | 16,54   | 35,0        | спеціальний анциркулейтед | рифлений | 75 000 (у тому числі 50 000 у сувенірній упаковці) |

### Аверс
На аверсі монети розміщено: стилізоване зображення Святого Миколая, під яким — веселка з іграшками, малий Державний Герб України, рік карбування монети «2016», напис «УКРАЇНА» та номінал — «5 ГРИВЕНЬ»; праворуч — логотип Банкнотно-монетного двору Національного банку України.

### Реверс
На реверсі монети зображено кольорову композицію (використано тамподрук) — радісні діти з іграшками у руках, угорі напис — «ДО НАС ЗАВІТАЙ,/СВЯТИЙ/МИКОЛАЮ!»

50000 монет із загального тиражу було випущено у буклетах
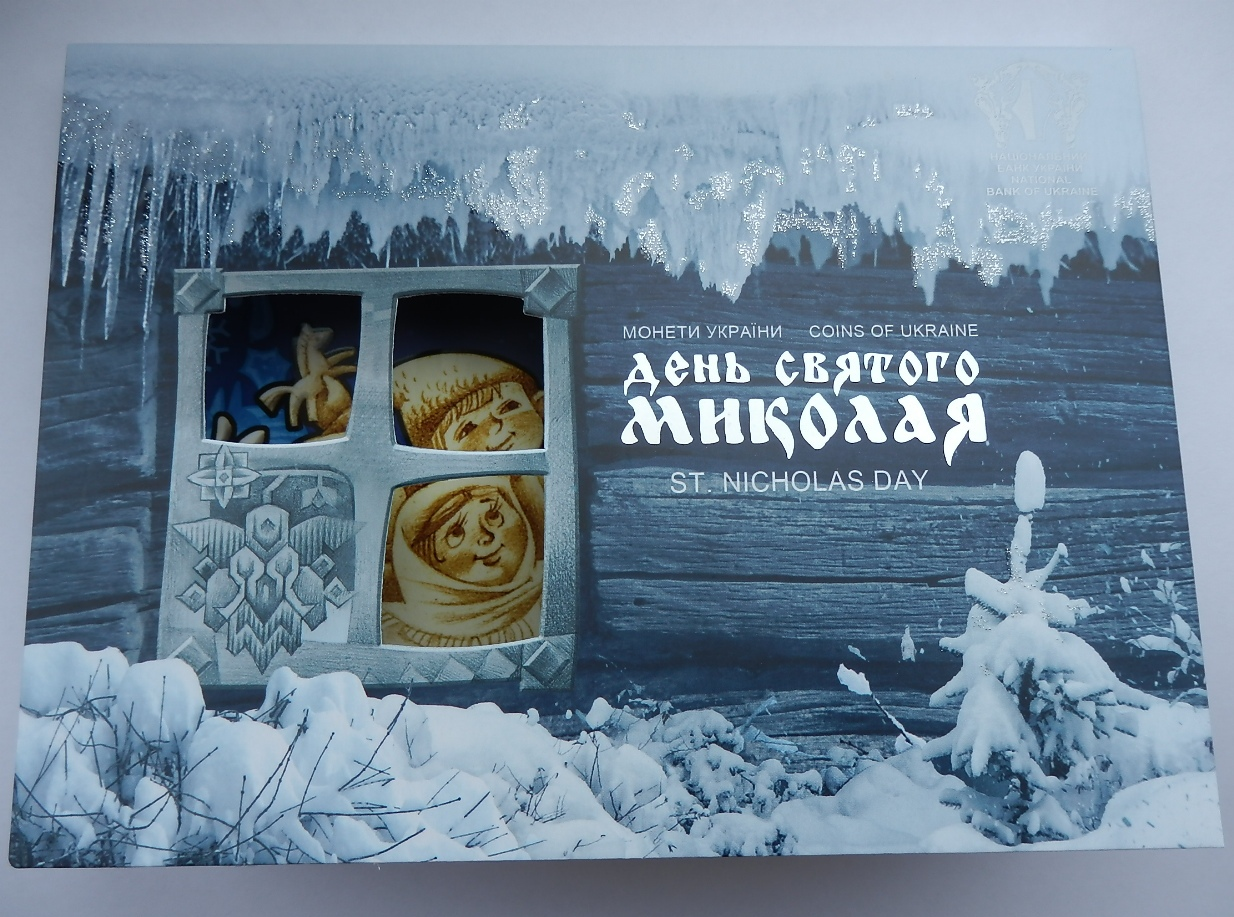
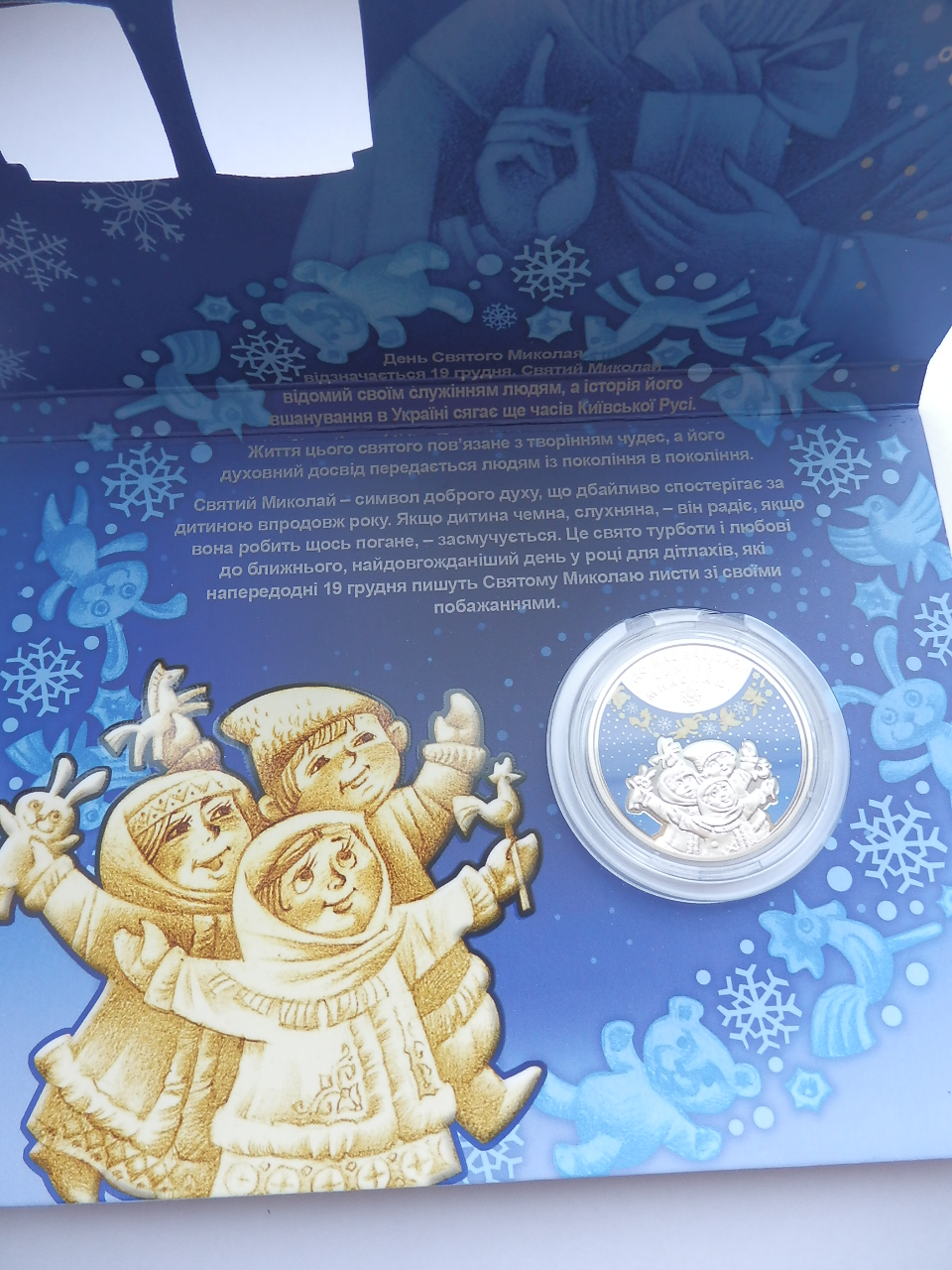
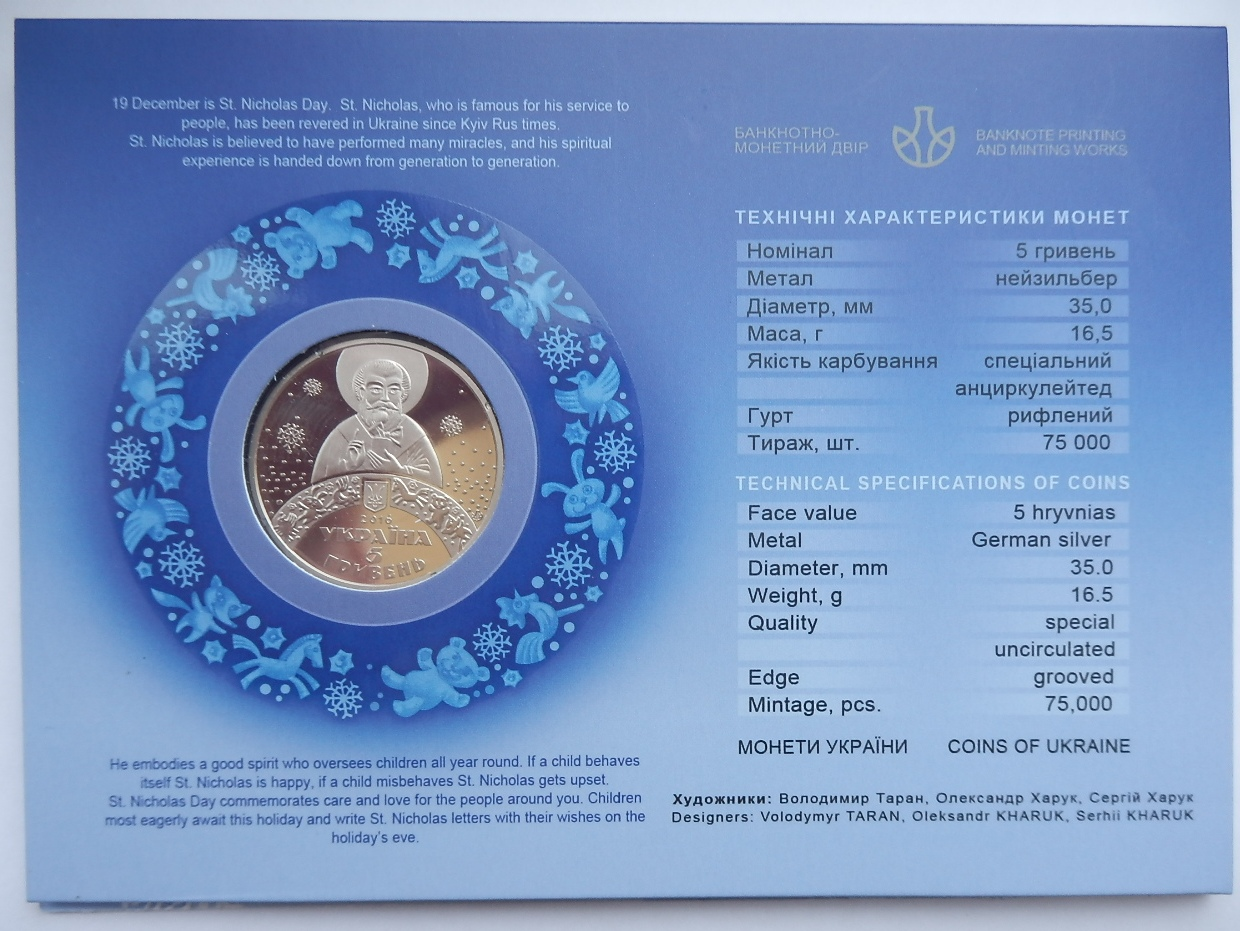

## Автори

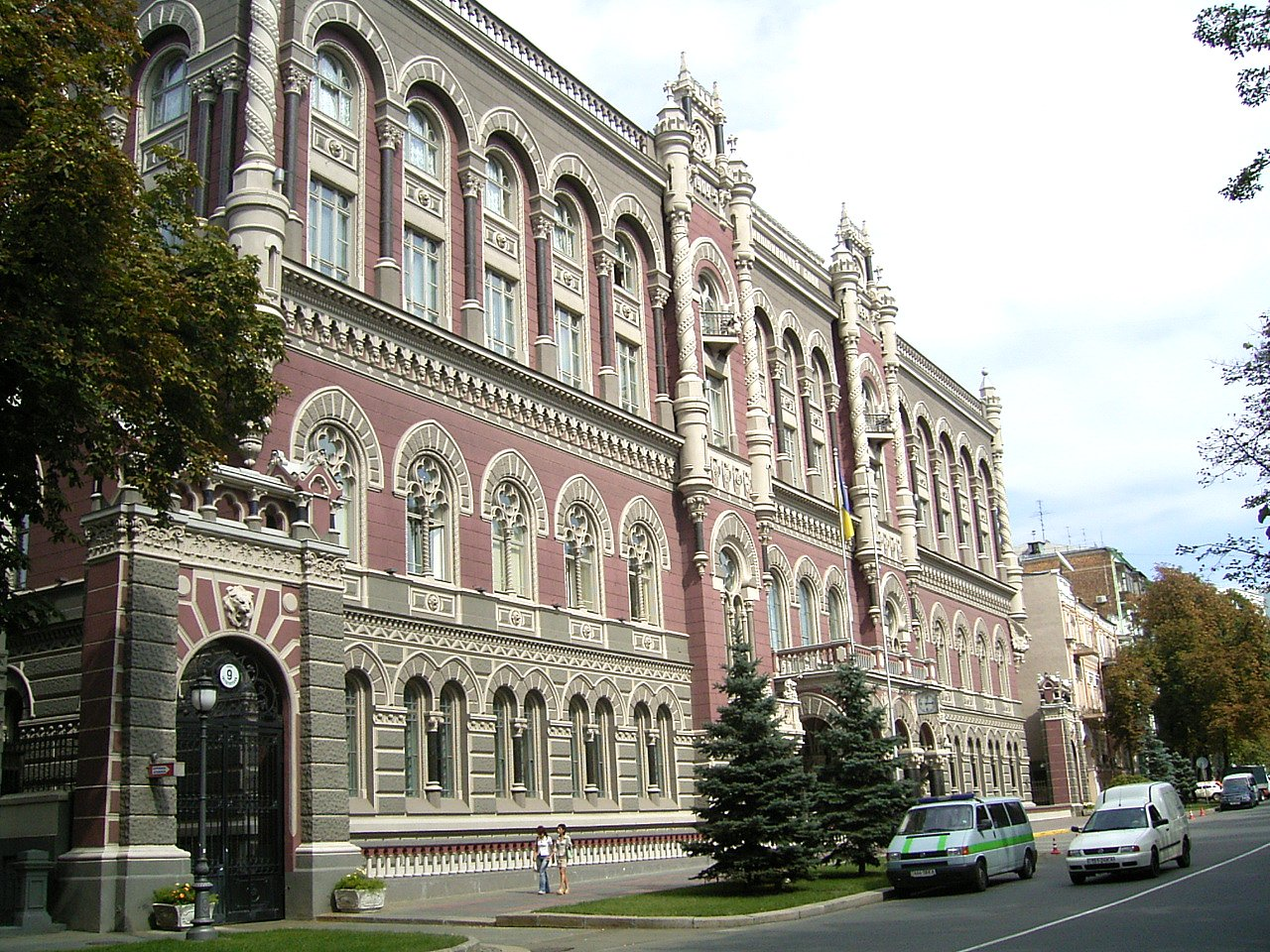
Будівля Національного банку України

- Художники: Таран Володимир, Харук Олександр, Харук Сергій.
- Скульптор — Атаманчук Володимир.

## Вартість монети
Під час введення монети в обіг 2016 року, Національний банк України реалізовував монету через свої філії за ціною 38 гривень.
Фактична приблизна вартість монети, з роками змінювалася так:
| Рік        | 2017 | 2018 | 2019 | 2020 | 2021 | 2022 | 2023 | 2024  | 2025  |
| ---------- | ---- | ---- | ---- | ---- | ---- | ---- | ---- | ----- | ----- |
| Ціна, грн. | 80   | 120  | 210  | 290  | 350  | 460  | 920  | 1 300 | 1 430 |